# 사이 (점성술)
점성술에서 사이(창이나 점을 뜻하는 라틴어에서 파생된 cusp(커스프))는 천궁도의 황도대나 하우스들에서 한 쌍의 연속되는 별자리를 구분하는 가상의 선이다.
태양의 원반은 거의 0.5도의 직경을 갖기 때문에, 태양이 하늘을 가로지르는 중에 그 사이에 걸쳐 있는 것이 가능하다. 그러함은 "사이의 출생인"이라고 불릴 수도 있는 어떤 개인의 출생 순간에 일어나며, 몇몇 점성가들은 그들의 삶이 두 별자리 모두의 성격에 영향을 받는다고 여긴다. 예를 들어, 한 개인이 만일 태양(원반의 중심점)이 쌍둥이자리 29도 50분에 위치해 있을 때 태어났다면, 점성가가 그 사람은 쌍둥이자리와 게자리의 사이에 태어났다고 할 수도 있다. 왜냐하면, 그 태양의 중심점은 쌍둥이자리에 있어도, 실제로는 태양원반의 많은 부분이 게자리에 있기 때문이다.
"사이(커스프)"라는 용어는 보편적으로 별자리의 경계에 사용되며, 모든 점성가들이 한 천체가 두 개의 별자리에 포함될 수 있는 것에 동의하지는 않는다. 많은 점성가들이 전적으로 단 하나의 별자리에만 있도록 태양의 중심점만을 고려한다. 따라서, 그들은 위의 예에서의 출생 태양은 쌍둥이자리에만 있는 것으로 여긴다. 만일, 쌍둥이자리의 끝부분이 게자리와 유사한 성격을 갖는다고 해도, 그들은 그러함을 다음 별자리로 번진 다소의 효력보다는 쌍둥이자리의 본성의 일부로 묘사한다.
다른 한편으로는, "사이"에 있는 천체들을 완전히 하나의 별자리에만 있는 천체와 다르게 여기는 점성가들은 천체의 어떤 부분도 별자리나 경계에 걸쳐 있지 않을지라도, 그것에도 사이의 의미를 부여할 수도 있다. 그러한 관점으로는 태양의 중심점이 별자리의 경계로부터 2도 떨어져 있어도 그것이 "사이에 있다"고 여겨질 수도 있다. 그들은 다른 천제의 어떤 부분도 인접한 별자리에 있지 않는데도, 그것이 (직경의 0.5도 이내에 있어야 하는데도) "사이에 있다"고 부를 수도 있다. 그들의 주장은 한 천체가 사이와의 거리가 멀 수록 사이의 영향력은 더 약해지지만, 더 느리게 사라진다는 것이다.
유사한 논쟁은 하우스들 간의 사이에도 적용된다.

## 사이의 의미
주류의 점성가들은 태양은 언제나 하나만의 별자리에 있는 것으로 취급하며, "동시에 두 개의 별자리의 사이에 있는 태양"에 사이 효과를 부여하는 것은 잘못된 해석이라고 여긴다. 다음은 사이 근처에 있는 태양의 위치를 별개로 다루는 비주류의 점성가들에게서 비롯된 특성들이다.

### 양자리와 황소자리
양자리와 황소자리의 사이는 거의 4월 17일에서 22일에 해당되며, 불과 흙의 속성을 지닌 화성과 지구 모두에 의해 다스려진다. 이것은 1과 2의 홀수와 짝수를 지닌다. 이것은 활동성과 고정성의 별자리이며, 모서리와 연속의 하우스로서 자신과 가치의 하우스에 속한다. 이것은 주로 개인의 별자리이며 봄의 별자리이다. 이것은 중립이고, 양향 성격이며, 남녀추니의 별자리로 여겨진다. 이 기간 동안에 태어난 개인들은 "아루스"(아리에스+타우루스)라고 불린다. 양황소자리의 사람은 재미있고, 감성적이며, 배금주의적이고, 친절하며, 활동적이고, 활발하며, 재주있고, 조용하고, 감각적이며, 강하고, 독단적이며, 대담하고, 교태를 부리며, 성적이고, 웅변가이며, 안정적이고, 독립적이며, 도움이 되며, 현실적이며, 근면하고, 양향 성격이며, 인내심 강하고, 탄탄한 체격을 지니며, 호전적이고, 고집있고, 주도적이다. 양황소자리의 사람은 냉담하고, 싸우려 들며, 말썽군이며, 위선적이며, 완고하고, 과민하며, 질투심 많고, 신경질적이며, 기분 변화가 심하고, 변덕스러우며, 고집불통이기 쉽다. 이것은 힘의 사이로도 알려져 있다. 이것은 머리와 얼굴, 뇌, 눈, 목, 목구멍, 갑상선 그리고 성도를 포함한 신체 부위를 다스린다.

### 황소자리와 쌍둥이자리
황소자리와 쌍둥이자리는 거의 5월 18일에서 23일에 해당되며, 흙과 공기의 원소를 지닌 지구와 수성 모두에 의해 다스려진다. 이것은 2와 3의 짝수와 홀수를 지닌다. 이것은 고정성과 변통성의 별자리이다. 이것은 연속과 마침의 하우스로써 가치와 소통의 하우스에 속한다. 이것은 주로 개인적인 별자리이며, 봄의 별자리이다. 이 별자리는 중립이고, 양향성격이며, 남녀추니의 별자리로 여겨진다. 황소자리와 쌍둥이자리를 뜻하는 용어는 "타우리니"(타우루스+게미니)이다. 황소쌍둥이자리의 사람은 감각적이며, 숭고하고, 상상력이 풍부하며, 표현력 있고, 한 가지 상황을 두가지 측면으로 보며, 원가왕성하고, 순응성 있으며, 다중작업자이고, 믿음직하며, 인습주의자이고, 매력있고, 지적이며, 지도자이고, 아량넓고, 근면하며, 양향성격이고, 정직하며, 수줍음을 잘 타고, 도움이 되며, 젋어 보이고, 낙천적이며, 현실적이고, 성숙하며, 관대하고, 상냥하며, 조용하고, 다재다능하며, 느긋하고, 독립적이며, 안정적이며, 계속하여 인내한다고 여겨진다. 황소쌍둥이의 사람은 어수선하고, 변덕스러우며, 이중적이고, 침착치 못하며, 직설적이고, 너무 방임하며, 신경과민하고, 신경질적이기 쉬우며, 공포와 위험에 직면하기를 꺼려한다. 이 사이는 목과 목구멍, 갑상선, 성도, 팔, 폐, 어깨, 손 그리고 신경계 그리고 뇌를 포함하는 신체 부위를 다스린다.

### 쌍둥이자리와 게자리
쌍둥이자리와 게자리의 사이는 거의 6월 19일에서 24일에 해당되며, 공기와 물의 속성을 지닌 수성과 달 모두 의해 다스려진다. 이것은 3과 4의 홀수와 짝수를 지닌다. 이것은 변통성과 활동성의 마침과 모서리의 하우스로써 의사소통과 집 그리고 가족의 하우스에 에 속한다. 이것은 주로 개인적인 별자리이며 봄과 여름의 별자리이다. 이 별자리는 중립적이고, 양향성격이며, 남녀추니의 별자리로 여겨진다. 쌍둥이자리와 게자리를 뜻하는 용어는 "게민케르"(게미니+켄케르)이다. 쌍둥이게자리의 사람은 다정하고, 매혹적이며, 독단적이고, 친절하고, 괘활하며, 배려심 많고, 사려 깊으며, 장난기 있고, 애정 깊고, 우아하며, 이해심 많고, 사교적이며, 재미있고, 지적이며, 순수하고, 적극적이며, 양향성격이고, 의리있고, 명랑하며, 정직하고, 인력있고, 자신감 있으며, 훌륭한 지도자이며, 자발적이고, 성적이며, 경박하고, 대담 무쌍하며, 충실하다. 쌍둥이게자리의 사람은 반항하고, 질투하며, 분견되고, 자기중심적이며, 이중적이며, 수다쟁이이고, 짜증내고, 어설프며, 직설적이고, 자랑하며, 침착치 못하고, 임의적이며, 공격적이고, 극단적이며, 일관성 없고, 경솔하며, 기만적이고, 요구가 지나치며, 교활하며, 변덕스럽고, 신뢰할 수 없고, 가식적이며, 미숙하고, 타산적이기 쉽다. 이 사이는 마법의 사이라고도 불린다. 이것은 팔과 폐, 어깨, 손, 신경계, 뇌, 흉부, 가슴, 위장 그리고 소화관을 포함하는 신체 부위를 다스린다.

### 게자리와 사자자리
게자리와 사자자리의 사이는 거의 7월 19일부터 25일까지이며, 물과 불의 속성을 지닌 달과 태양 모두에 의해 다스려진다. 이것은 4와 5의 짝수와 홀수를 지닌다. 이것은 활동성과 고정성의 별자리이며, 모서리와 연속의 하우스로써 집과 가족 그리고 기쁨의 하우스에 속한다. 이것은 주로 개인적이며 대인관계의 별자리이고, 여름의 별자리이다. 이 별자리는 중립이며, 양향성격이고, 남녀추니의 별자리로 여겨진다. 이것은 때때로 "켄켈레오"(켄케르+레오)라고 불릴 수도 있다. 게사자자리의 사람은 세심하고, 양향성격이며, 야망있고, 자존심 강하고, 논리적이며, 창조적이며고, 독특하며, 도덕적으로 용감하고, 웅변가이고, 진지하며, 단호하고, 아량넓고, 책임감 있고, 솔직하며, 인내심 강하고, 옳고 그른 것의 탁월한 지휘자이며, 상반되고, 이색적이며, 양육적이며, 배려심 많고, 풍미 있고, 야만적이며, 장난기 있고, 친절하며, 전통적이고, 강인하며, 매력적이고, 보수적이며, 표현력 있고, 공명정대하며, 매우 균형있고, 무차별적이며, 자발적이고, 기민하며, 자유분방하고, 자유로운 사고방식을 갖고 있으며, 침착하고, 어머니상과 아버지상이며, 지적이며, 기략이 풍부하고, 헌신적이며, 독창적이며, 예측할 수 없고, 관습에 얽매이지 않으며, 합리적이며, 현명하고, 변덕스럽고, 잘 교육받았고, 이국적이며, 괴짜이며, 복잡하고, 열정적이며, 재미를 추구하고, 모험적이고, 자신감 있고, 현실적이며, 신중하며, 다재다능하며, 상상력이 풍부하고, 실재적이며, 상이하고, 통합적이며, 모범이 되고, 낭만적이며, 사회적이고, 독립적이며, 의존적이고, 열성적이며, 흥미진진하고, 원기왕성하며, 활기차고, 관대하며, 활발하며, 신앙심이 깊으며, 영적이거나 세속적이며, 침착하며, 강정표현이 풍부하다고 여겨진다. 게사자자리의 사람은 과민하며, 외곬수이며, 따라서 자기중심적이고, 성마르고, 급변하고, 의존적 문제를 갖고 있으며, 감정조종에 저항하고, 까다롭다. 이 사이는 진동의 사이로도 알려져 있다. 이것은 가슴과 흉부, 위장, 소화관, 심장, 척추 그리고 등상부를 포함하는 신체 부위를 다스린다.

### 사자자리와 처녀자리
사자자리와 처녀자리의 사이는 거의 8월 20일부터 25일까지이며, 태불과 흙의 속성을 지니는 태양과 세레스 모두에 의해서 다스려진다. 이것은 5와 6의 홀수와 짝수를 지닌다. 이것은 고정성과 변통성의 별자리이며, 연속과 마침의 하우스로써 기쁨과 건강의 하우스에 속한다. 이 별자리는 중립이고, 양형성격이며, 남녀추니의 별자리이다. 사자처녀자리는 "레르고"(레오+비르고)라고 불리며, 양향성격이고, 대망 있고, 예술적이며, 대담하고, 창조적이며, 논리적이고, 실재적이며, 일상적이고, 체계적이며, 독립적이며, 주목받기 좋아하고, 극적이며, 영감을 주고, 지도자이며, 믿음직하며, 신속하고, 낙천적이며, 재미를 추구하고, 사회적이며, 정직하고, 독특하다고 여겨진다. 그들은 무뚝뚝하며, 자아지향적이며, 완고하고, 초연하며, 싸움을 좋아하고, 냉담하며, 완전론자이기 쉽다. 이 사이는 드러냄의 사이로도 알려져 있다. 이것은 심장과 흉부, 척추, 등상부, 소화기관, 창자, 비장 그리고 신경계를 다스린다.

### 처녀자리와 천칭자리
처녀자리와 천칭자리의 사이는 거의 9월 20일에서 25일까지이며, 흙과 공기의 속성을 지니는 세레스와 금성 모두에 의해서 다스려진다. 이것은 6과 7의 짝수와 홀수를 지닌다. 이것은 변통성과 활동성의 별자리이며, 마침과 모서리의 하우스로써 건강과 협력의 하우스에 속한다. 이것은 주로 대인관계의 별자리이며 여름과 가을의 별자리이다. 이 별자리는 중립이며, 양향성격이고 남녀추니의 별자리로 여겨진다. 처녀전칭자리는 "비브라"(비르고+리브라)로도 알려져 있으며 탁월한 중재자이고, 부지런하며, 겸손하고, 유능하며, 작정한 야심가이고, 매력적이며, 한 가지 상황을 모든 측면으로 보며, 양향성격이며, 현실적이며, 논리적이고, 합리적이며, 인력이 있고, 꼼꼼하며, 근면하며, 야망있고, 지적이며, 침착하고, 훌륭한 의사전달자이며, 완전론자이고, 이상주의자, 평화를 애호하고, 점잖고, 매혹적이며, 외교에 능하고, 공손하며, 예의 바르고, 청렴하며, 편견이 없으며, 공명정대하고, 장난기 있고, 낭만적이며, 헌신적이다. 처녀천칭자리의 사람은 초연하며, 불공평하고, 감화받기 쉬우며, 방종하고, 싸움을 좋아하고, 야단법석하며, 잔걱정이 많고, 확신을 가지지 못하며, 스스로를 의심하고, (자신의 건강에 대해 지나치게 걱정하고 이야기하는) 심기증에 걸리고, 변덕스럽고, 우유부단하기 쉽다. 이 사이는 아름다움의 사이로도 알려져 있다. 이것은 소화기관과 창자, 비장, 신경기관, 콩팥, 피부, 요부 그리고 엉덩이를 다스린다.

### 천칭자리와 전갈자리
천칭자리와 전갈자리의 사이는 거의 10월 20일부터 25일까지이며 공기와 물의 속성을 지니고 있는 금성과 명왕성 모두에 의해 다스려진다. 이것은 7과 8의 홀수와 짝수를 지닌다. 이것은 활동성과 고정성의 별자리이며, 모서리와 연속의 하우스로써 협력과 환생의 하우스에 속한다. 이것은 주로 대인관계의 별자리이며 가을의 별자리이다. 이 별자리는 중립이고, 양형성격이며, 남녀추니의 별자리로 여겨진다. 천칭전갈자리는 "스코르피아"(스콜피오+리브라)로도 알려져 있으며, 창조와 조화 및 균형을 위해 노력하며, 직관적이고, 외교에 능하며, 근면하고, 작정한 야심가이며, 대망 있고, 열정적이며, 매력있고, 자기의식이 강하며, 성적이고, 양향성격이며, 말이 많고, 영향력 있고, 세심하며, 의사전달에 능하고, 신비주의적이며, 의욕 있고, 충실하며, 헌신적이고, 낭만적이며, 장난기 있고, 과학적이며, 추상적으로 추론하며, 협동하고, 통찰력있다고 여겨진다. 천칭전갈자리의 사람은 완고하고, 게으르며, 건방지고, 음흉하며, 교활하고, 쾌락주의자이며, 독재적이고, 빈정대며, 변덕스럽고, 방종하며, 강박적이기 쉽다. 이 사이는 연극과 비판의 사이로도 알려져 있다. 이것은 신장과 피부, 요부, 엉덩이, 생식계, 성기, 창자 그리고 배설계를 포함하는 신체 부위를 다스린다.

### 전갈자리와 사수자리
전갈자리와 사수자리의 사이는 거의 11월 19일에서 24일까지이며, 물과 불의 속성을 지닌 명왕성과 목성 모두에 의해 다스려진다. 이것은 8과 9의 짝수와 홀수를 지닌다. 이것은 고정성과 변통성의 별자리이며, 연속과 마침의 하우스로써 환생과 철학의 하우스에 속한다. 이것은 주로 대인관계와 개인초월적인 별자리이며 가을의 별자리이다. 이 별자리는 중립이며, 양향성격이고, 남녀추니의 별자리이다. 전갈사수자리의 개인은 "사기타리오"(사기타리우스+스코르피오)리고도 알려져 있으며, 구도자이고, 성적이며, 배우기 좋아하고, 단호하며, 직관적이고, 독립적이며, 자유를 애호하며, 양향성격이고, 다재다능하며, 진보적이고, 영향력 있으며, 유쾌하고, 경박하며, 장난기 있고, 배려심 많으며, 활기차고, 충실하며, 의욕적이며, 아량넓고, 경쟁을 즐기며, 자신감 있고, 열광적이며, 관대하다. 전갈사수자리의 사람은 완고하고, 소유욕이 강하며, 의심많고, 비열하고, 참을성없고, 강압적이며, 논쟁을 좋아하고, 질투심 많고, 허영되며, 화를 잘 내고, 짖궂고, 무뚝뚝하기 쉽다. 이 사이는 변혁의 사이로도 알려져 있다. 이것은 생식계,와 성기, 창자, 배설계, 엉덩이, 넓적다리, 간 그리고 좌골신경을 다스린다.

### 사수자리와 염소자리
사수자리와 염소자리의 사이는 거의 12월 19일부터 24일까지이며, 불과 흙의 속성을 지닌 목성과 토성 모두에 의해서 다스려진다. 이것은 9와 10의 홀수와 짝수를 지닌다. 이것은 변통성과 활동성의 별자리이며, 마침과 모서리의 하우스로써 철학과 사회적 지위의 하우스에 속한다. 이것은 주로 개인초월적 별자리이며, 가을과 겨울의 별자리이다. 이 별자리는 중립이며, 양향성격이며, 남녀추니의 별자리로 여겨진다. 이것은 때때로, "카프리타리우스"(카프리코른+사기타리우스)라고도 불린다. 사수염소자리의 사람은, 야망 있고, 구도자이며, 육체적이고 정신적으로 탐구적이며, 맹목적이고, 충실하며, 자유를 애호하며, 자비롭고, 자제심 있고, 믿을만 하고, 매혹적이며, 순응성 있고, 양향성격이며, 육체적이고, 실재적이며, 경제적이며, 성숙하고, 기민하며, 보수적이고, 재미있고, 자신감 있고, 사교적이며, 의리있고, 책임감 있고, 공손하고, 온화하며, 낙천적이며, 정직하고, 경쟁적이며, 활기차고, 헌신적이며, 장난기 있고, 낭만적이며, 성공하고, 열광적으로 여겨진다. 사수염소자리의 사람의 부정적인 측면으로는 논쟁을 좋아하고, 무뚝뚝하고, 과장하며, 충동적이며, 화를 잘 내고, 허영되며, 공격적이기 쉽다는 점이다. 이 사이는 예언의 사이라고도 알려져 있다. 이것은 엉덩이와 넓적다리, 좌골신경, 무릎, 관절 그리고 골격기관을 다스린다.

### 염소자리와 물병자리
염소자리와 물병자리의 사이는 거의 1월 17일부터 22일까지이며, 흙과 공기의 속성을 지닌 토성과 천왕성 모두에 의해서 다스려진다. 이것은 10과 11의 짝수와 홀수를 지닌다. 이것은 활동성과 고정성의 별자리이며 모서리와 연속의 하우스로써 사회적 지위와 우정의 하우스에 속한다. 이것은 주로 개인초월적 별자리이며 겨룽릐 별자리이다. 이 별자리는 중립이며, 양향성격이고 남녀추니의 별자리로 여겨진다. 이것은 때때로 "아프리코른"(아쿠아리우스+카프리코른)이라고도 불린다. 염소물병자리는 야망 있고, 잘 교육받았고, 기민하고, 인내심 강하고, 충실하며, 책임감 있고, 전통적이며, 조심성 있고, 말수가 적고, 양향성격이며, 재미 있고, 진지한 표정이며, 안정적이며, 확고하고, 관대하며, 아량넓고, 자신감 있고, 빼어나며, 독창적이고, 매력적이며, 직관적이며, 호기심 많고,  의리있고, 인도주의자이며, 지적이며, 진보적이며, 독창적이며, 괴짜이고, 색다르며, 실험적이고, 신중하며, 실재적이고, 현실적이며, 경쟁적이고, 사업지향적이며, 다재다능하다. 염소물병자리의 사람은 방항적이고 음침하며, 지나치게 비판적이며, 독단적이고, 편협하고, 과하게 조심하며, 일중독자이고, 냉정하며, 완고하고, 까다롭고, 냉혹하며 우울하고, 비밀스럽고, 까다롭고, 초연하기 쉽다. 이 사이는 신비와 상상의 사이로도 알려져 있다. 이것은 무릎과 관절, 골격기관, 발목, 종아리 그리고 순환계를 포함하는 신체 부위를 다스린다.

### 물병자리와 물고기자리
물병자리와 물고기자리의 사이는 거의 2월 16일에서 21일에 나타나며, 물과 공기의 속성을 지닌 천왕성과 해왕성 모두에 의해서 다스려진다. 이것은 11과 12의 홀수와 짝수를 지닌다. 이것은 고정성과 변통성의 별자리이며, 연속과 마침의 하우스로써 우정과 자기파멸의 하우스에 속한다. 이것은 주로 개인초월적인 별자리이며 겨울의 별자리이다. 이 별자리는 중립이고, 양향성격이며, 남녀추니의 별자리로 여겨진다. 이것은 때때로 "피스아리우스"(피스케스+아쿠아리우스)라고 불린다. 물병물고기자리의 사람은 관대하고, 편견 없고, 차별적이지 않으며, 지적이고, 세심하며, 연민어리고, 독창적이며, 색다르며, 상상력이 풍부하고, 소심하고, 낭만적이며, 다감하고, 동정적이며, 독특하고, 다재다능하며, 배려심 많고, 교태를 부리며, 양향성격이며, 수줍음을 잘 타고, 조용하며, 겸손하고, 사려 깊고, 공상가이며, 이해심 많다고 여겨진다. 물병물고기자리의 사람은 현실도피적이며, 변덕스럽고, 과민하며, 의존적이며, 기이하며, 목표가 없고, 태만하며, 비실제적이기 쉽다. 이 사이는 감성의 사이로도 알려져 있다. 이것은 발목과 종아리, 순환계, 발, 발가락, 림프계 그리고 지방 조직을 포함하는 신체 부위를 다스린다.

### 물고기자리와 양자리
물고기자리와 양자리의 사이는 때때로 "파리에스"(피스케스+아리에스)라고 불리며, 거의 3월 18일에서 3월 23일까지이고, 물과 불의 속성을 지닌 해왕성과 화성 모두에 의해서 다스려진다. 이것은 12와 1의 짝수와 홀수를 지닌다. 이것은 변통성과 활동성의 별자리이며 마침과 모서리의 하우스로써 자신과 자기파멸의 하우스에 속한다. 이것은 주로 개인초월적이며 개인적인 별자리이고, 겨울과 봄의 별자리이다. 이것은 중립이며, 양향성격이며, 남녀추니의 별자리로 여겨진다. 물고기양자리의 개인은 적극적이고, 지배적이며, 부끄럼을 잘 타고, 세심하며, 감성적이고, 예술적이며, 재주있고, 도움이 되며, 의존적이고, 직관적이며, 독특하고, 양향성격이며, 현실적이며, 행동가이며, 몽상가이고, 양육적이며, 감각적이고, 마음이 정결하고, 전통적이며, 지도자이며, 활동적이며, 체계적이고, 이상주이자이며, 도량 넓고, 용감하며, 사려 깊고, 장난기 있으며, 헌신적이며, 교태를 부리며, 조용하고, 자부심이 강하며, 충실하며, 운동선수 같고, 낭만적이며, 인정 많고, 동정적이며, 종종 재미있고, 대담하며, 배려심 많고, 상상력이 풍부하다고 여겨진다. 물고기양자리의 사람은 초연하며, 싸움 좋아하고, 성급하며, 완고하기 쉽다. 이 사이는 부활의 사이로도 알려져 있다. 이것은 발과 발가락, 림프계, 지방 조직, 머리, 얼굴, 뇌 그리고 눈을 다스린다.